# Иванув, Збигнев
Збигнев Иванув (пол. Zbigniew Iwanów; 1 сентября 1948, Трыль, ПНР — 30 марта 1987, Даллас, США) — польский экономист и профсоюзный деятель, один из руководителей забастовки в Торуни в августе 1980. Активист профсоюза Солидарность и реформистского движения «горизонтальных структур» в ПОРП. При военном положении был интернирован. После освобождения эмигрировал в США.

## Образование и работа
Родился в деревенской семье из гмины Нове (тогда — Поморское, ныне Куявско-Поморское воеводство). Работал в Корше кладовщиком, продавцом и делопроизводителем крестьянского кооператива, потом в Торуни планировщиком на заводе морского оборудования Towimor. В 1976 окончил экономический факультет Университета Николая Коперника, специализировался на экономике промышленности. Был начальником планового отдела и главным экономистом Towimor. С 1970 состоял в правящей компартии ПОРП.

## В «Солидарности» и «горизонталях»
Летом 1980 года в ПНР началось массовое забастовочное движение. 21 августа 1980 первыми в Торуни забастовали рабочие Towimor. Збигнев Иванув активно участвовал в движении, был избран в президиум забастовочного комитета Towimor и межзаводского забастовочного комитета Торуни. Сыграл важную организующую роль в забастовке, активно участвовал в подготовке социально-экономических требований.
16 сентября 1980 Збигнев Иванув был избран секретарём заводского комитета ПОРП. Он выступил с призывом разработать новую программу партии в духе демократического социализма. При этом Иванув настаивал, что в программной работе должны участвовать все члены ПОРП. При активном участии Иванува на базе Университета Николая Коперника в Торуни была создана Консультативно-координационная комиссия партийных организаций (KKPOP). Она стала центром притяжения «горизонтальных структур» — партийных реформистов, выступавших за демократизацию идеологии, программы и организационной системы ПОРП. Ведущим идеологом «горизонтальных структур» выступал Стефан Братковский. Збигнев Иванув оказался фактическим инициатором «горизонталей» и связал его с забастовочным движением.
Торуньский воеводский комитет ПОРП контролировался «партийным бетоном». Первым секретарём являлся консервативно и ортодоксально настроенный Зыгмунт Найдовский. 27 октября воеводская комиссия партийного контроля приняла решение исключить Збигнева Иванува из ПОРП. 3 марта 1981 решение утвердила Центральная контрольная комиссия. Против Иванува выдвигались обвинения в дискредитации партийного руководства, фракционности, антипартийных социал-демократических взглядах, ему приписывались выступления против пункта о руководящей роли ПОРП в Конституции ПНР. Сам Иванув вполне признавал свой социал-демократизм, критиковал социальную политику компартии, называл себя социалистом и напоминал, что в создании ПОРП участвовала не только коммунистическая ППР, но и Польская социалистическая партия.
Заводская парторганизация не признала исключения Збигнева Иванува. Он был избран делегатом на IX чрезвычайный съезд ПОРП, и воеводская партконференция утвердила его мандат. Однако весной 1981 года Иванув радикализировал свою позицию сам пошёл на разрыв с ПОРП. 30 марта, на фоне чрезвычайного обострения политической ситуации — Быдгощского кризиса и всепольской забастовки — он прекратил сотрудничество с «горизонтальными структурами». Причиной такого решения Иванув назвал организационную слабость и неготовность KKPOP сотрудничать с «Солидарностью». 29 мая он по собственной инициативе вышел из ПОРП (таким образом отказавшись и от участия в IX съезде). С 4 июля 1981 Збигнев Иванув был заместителем председателя «Солидарности» в Торуни Антония Ставиковского. Состоял в Комитет защиты заключённых за убеждения.

## Интернирование, эмиграция, кончина
Збигнев Иванув был интернирован 13 декабря 1981 — в первый же день военного положения. Содержался в лагерях Потулице и Стшебелинко до 3 декабря 1982 (дольше почти всех торуньских активистов, за несколькими исключениями).
После освобождения Збигнев Иванув переехал в США. Работал в Техасе коммерческим представителем. Скоропостижно скончался в возрасте 38 лет.